# Nuovi racconti del maresciallo
Nuovi racconti del maresciallo è una raccolta di racconti scritti da Mario Soldati nel 1984. Può essere considerato il seguito de I racconti del maresciallo, in cui già appare Gigi Arnaudi.
È stato pubblicato da Rizzoli Editore.

## Contenuto
Le indagini dell'anti-eroe Arnaudi procedono, nonostante l'età un po' avanzata.
Alcune storie prendono avvio, come nel romanzo precedente, sempre allo stesso modo: Soldati ed il suo ospite sono seduti a tavola in una trattoria o un ristorante e, in seguito, Arnaudi racconta una delle sue avventure al suo commensale. È interessante notare che, nonostante lo scarto di 16 anni rispetto alla raccolta precedente, Soldati non ha retrodatato l'ambientazione e i nuovi racconti rispecchiano la loro contemporaneità: in uno di essi, per esempio, ha un ruolo fondamentale l'uso del walkman, moda appena nata negli anni Ottanta.

## Adattamenti televisivi
Nello stesso anno in cui è stato edito il libro, esce una miniserie televisiva del 1984, con Arnoldo Foà come protagonista, dal titolo I racconti del maresciallo, in cui vengono ripresi i racconti del libro.